# Best Mistake
"Best Mistake" é uma canção da cantora americana Ariana Grande com a participação do cantor americano de hip hop Big Sean. A música serve como um single promocional do segundo álbum de estúdio de Grande, My Everything e foi lançado à meia noite de 12 agosto de 2014. Foi escrita por Denisia "Blu June" Andrews, Brittany Coney,Grande,Big Sean e produzida pelo DJ Tremenduz,a canção liricamente lida com um casal tentando decidir sobre o seu futuro e relacionamento conturbado,Grande afirmou que é sua música favorita do My Everything que ganhou críticas positivas dos críticos, que elogiaram a produção da música e talento de Grande. No entanto, a resposta ao verso de Big Sean na música tem sido mista.

## Antecedentes
Grande primeiro confirmou esta canção em 28 de junho de 2014, o mesmo dia em que ela confirmou o nome de seu segundo álbum de estúdio, My Everything. Mais tarde, ela revelou que a faixa era a sua favorita no álbum. Em 8 de julho de 2014 Grande divulgou um trecho de 15 segundos de "Best Mistake" em seu perfil do Instagram. O lançamento da canção acrescentou mais especulação com os rumores de relacionamento entre Grande e Big Sean.

## Recepção da crítica
As críticas para "Best Mistake" foram positivas. A Music Times elogiou Grande por seus vocais calmantes e sua transição para um som mais maduro da música.

## Desempenho nas paradas musicais
Nos Estados Unidos, logo após seu lançamento, a canção chegou ao topo da parada de singles do iTunes.Em sua primeira semana vendeu 104.000 cópias, estreando no número seis na parada Digital Songs.Isso fez Grande a primeira mulher a ter três canções no top 10, sendo os outros dois "Bang Bang" e "Break Free". O último artista a fazer isso foi Michael Jackson,pouco depois de sua morte,em 18 de julho de 2009.As vendas de "Best Mistake" também ajudou a estrear,no número 49 na Billboard Hot 100 e 39 no Canadian Hot 100.Em outubro de 2015 a canção já havia vendido mais de 240 mil cópias em solo americano e mundialmente mais de 500 mil cópias.

## Tabelas musicais
| Tabela musical (2014)                     | Maior posição |
| ----------------------------------------- | ------------- |
| Austrália (ARIA Charts)                   | 45            |
| Bélgica (Ultratop 50 de Flandres)         | 49            |
| Canadá (Canadian Hot 100)                 | 39            |
| Coreia do Sul (Gaon Music Chart)          | 1             |
| Dinamarca (Hitlisten)                     | 29            |
| Eslováquia (IFPI Slovenská Republika)     | 59            |
| Espanha (Productores de Música de España) | 34            |
| Estados Unidos (Billboard Hot 100)        | 49            |
| Finlândia (IFPI Finlândia)                | 23            |
| Grécia (Greece Digital Songs)             | 5             |
| Japão (Japan Hot 100)                     | 74            |
| Países Baixos (MegaCharts)                | 67            |
| Nova Zelândia (NZ Top 40 Singles)         | 29            |
| Chéquia (IFPI Česká Republika)            | 46            |

### Certificações
| País                             | Certificação |               |
| -------------------------------- | ------------ | ------------- |
| Coreia do Sul (Gaon Music Chart) | —            | + 250.000     |
| Estados Unidos (RIAA)            | —            | + 240.3939202 |